# Indigofera panamensis
Indigofera panamensis är en ärtväxtart som beskrevs av Per Axel Rydberg. Indigofera panamensis ingår i släktet indigosläktet, och familjen ärtväxter. Inga underarter finns listade i Catalogue of Life.